# Santa Elena de Arenales
Pour les articles homonymes, voir Santa Elena.
Santa Elena de Arenales est le chef-lieu de la municipalité d'Obispo Ramos de Lora dans l'État de Mérida au Venezuela.